# ستيفن تايلور (لاعب كريكت بريطاني)
ستيفن تايلور (28 نوفمبر 1963 في المملكة المتحدة - ) (بالإنجليزية: Steven Taylor)‏ هو لاعب كريكت بريطاني. لعب مع Norfolk County Cricket Club ‏.

## وصلات خارجية
- ستيفن تايلور على موقع إي آس بي آن كريك إنفو (الإنجليزية)